# Quthing (stad)
Quthing is de hoofdstad (Engels: district town, ook camp town) van het gelijknamige district in Lesotho. Er wonen ongeveer 25.000 inwoners.
In de stad - en in het district - wonen verschillende bevolkingsgroepen, waardoor er ook een variatie in taal is. 